# Альошин Андрій Васильович
Альо́шин Андрі́й Васи́льович (нар. 21 травня (3 червня) 1905  — пом. 11 квітня 1974) — командир розрахунку 175-го гвардійського артилерійсько-мінометного полку 4-ї гвардійської кавалерійської дивізії 2-го гвардійського кавалерійського корпусу 1-го Білоруського фронту, гвардії старший сержант; один з чотирьох повних кавалерів ордена Слави, удостоєних звання Героя Радянського Союзу.

## Біографія
Народився 3 червня 1905 року в селі Новосілки Козельського району Калузької області в селянській родині. У 7-річному віці залишився без батька. Закінчив 2 класи початкової школи у селі В'язовому. З 1925 по 1930 роки був головою В'язівської сільської Ради. Самотужки оволодів бухгалтерським обліком, протягом 2 років працював бухгалтером Козельської МТС, потів був рахівником радгоспу «Заповіт Ілліча».
У 1938 році призваний до РСЧА. Брав участь в Радянсько-фінській війні. У 1940 році демобілізований.
Вдруге призваний в грудні 1941 року. Практично всю війну пройшов у складі 4-ї гвардійської кавалерійської дивізії. Був навідником гармати, а з лютого 1944 року — командир обслуги гармати. Воював на Західному, Центральному, Брянському та 1-му Білоруському фронтах. Член ВКП(б) з 1943 року.
Першу бойову нагороду — медаль «За бойові заслуги»" — отримав у березні 1943 року, коли, будучи навідником гармати, повністю знищив ворожу колону з 6 возів та 40 солдатів.
В ніч на 26 липня 1944 року група німецьких автоматників, під прикриттям темряви, здійснила напад в тилу радянських військ. Сержант А. В. Альошин викотив свою гармату до бойових ліній піхоти й, ведучи вогонь прямою наводкою, відбив ворожий напад. Наступного дня у ході звільнення польського містечка Мендзижець-Підляскі знищив 2 ворожі кулемети і склад боєприпасів. За це наказом від 12 серпня 1944 року нагороджений орденом Слави 3-го ступеня (№ 240853).
28 січня 1945 року у бою поблизу німецького міста Дандсбург (тепер м. Венцборк, Польща) разом зі своїм розрахунком відбив ворожий напад на командний пункт полку. В ході бою знищив знищив близько 20 солдатів і кулемет. 30 січня 1945 року протягом дня відбив кілька атак противника. Коли скінчились снаряди, вивід гармату з-під вогню ворога і разом з обслугою зайняв навколо неї кругову оборону. До підходу підкріплення, відбивали 5 ворожих атак зі стрілецької зброї. При цьому знищили близько десятка солдат. Наказом від 11 березня 1945 року нагороджений орденом Слави 3-го ступеня (вдруге).
5 лютого 1945 року південно-західніше міста Штеттін (тепер Щецин, Польща) разом зі своїм розрахунком гарматним вогнем наніс значні втрати ворогу, чим сприяв вдалому виконанню стрілецькими підрозділами поставленого завдання. В секторі обстрілу його гармати нарахували 52 трупи гітлерівців.
Указом Президії Верховної Ради СРСР від 31 травня 1945 року гвардії старшому сержанту Альошину Андрію Васильовичу присвоєно звання Героя Радянського Союзу з врученням ордена Леніна і медалі «Золота Зірка» (№ 6730).
На початку травня 1945 року, діючи південно-західніше міста Фюрстенвальде (Німеччина) поблизу населеного пункту Ной, тричі протягом доби відбивав прямою наводкою атаки противника. При цьому знищено понад взвод піхоти та кулемет. Наказом від 18 червня 1945 року гвардії старший сержант А. В. Альошин нагороджений орденом Слави 2-го ступеня (№ 196739).
Після закінчення війни у 1945 році був демобілізований. Мешкав у селі Попелєво Козельського району Калузької області. Працював головним бухгалтером радгоспу «Червоний плодовод».
Указом Президії Верховної Ради СРСР від 19 серпня 1955 року в порядку пере нагородження А. В. Альошин був нагороджений орденом Слави 1-го ступеня (№ 2341). Став повним кавалером ордена Слави.
Помер 11 квітня 1974 року. Похований на сільському цвинтарі в рідному селі.

## Нагороди
- Медаль «Золота Зірка» Героя Радянського Союзу (№ 6730);
- Орден Леніна;
- Орден Вітчизняної війни 1-го ступеня;
- Орден Слави трьох ступенів;
- Медалі.

## Пам'ять
Ім'ям А. В. Альошина названо вулицю в місті Козельську Калузької області.